# Улица Чапаева (Саратов)
У́лица Чапа́ева — одна из центральных улиц Саратова. 
Улица проходит от Ильинской площади и идёт дальше Большой Садовой улицы. Улица Чапаева проходит по Октябрьскому, Фрунзенскому и Кировскому районам.

## История
В 1820—1830-х годах улица стала называться Ильи́нской, в честь церкви Ильи Пророка, стоявшей в начале улицы. На углу Петиной и Ильинской улиц был расквартирован, в 1910-е годы, 1-й Астраханский казачий полк.
В начале 1930-х годов Ильинская была переименована в улицу Чапаева — в честь Василия Чапаева. Мемориальная плита установлена на стене Главпочтамта на углу улиц Чапаева и Киселёва.

## Достопримечательности
| Номер дома | Изображение | Описание |
| ---------- | ----------- | --- |
|            |             | «Хлеб всему голова» — памятник был торжественно открыт 30 декабря 2017 года на улице Чапаева возле СГАУ (между Советской ул. и ул. Сакко и Ванцетти). |
| 49-55      |             | Саратовский государственный аграрный университет, (корпус на углу Советской ул., 60, и ул. Чапаева построен в 1960-е гг.)                             |
| 61         |             | Фонтан «Одуванчик» вернул первоначальный вид 1971 года после реконструкции 2021—2022 гг. Находится перед фасадом Саратовского цирка.                  |
| 78         |             | Саратовский театр юного зрителя имени Ю. П. Киселёва (новое здание на углу улиц Чапаева и Киселёва)                                                   |

## Застройка
На улице Чапаева сохранились памятники градостроительства и архитектуры — объекты культурного наследия:
| Номер дома | Изображение | Описание |
| ---------- | ----------- | --- |
| 17         |             | Особняк, 1890-е гг. ОКН № 6430730000 Памятник архитектуры регионального значения (угол Белоглинской ул., 30)                                                              |
| 59         |             | Крытый рынок, 1914—1916 гг. архитектор В. А. Люкшин, ОКН № 6410029000, Памятник архитектуры федерального значения (угол ул. Люкшина)                                      |
| 61         |             | Саратовский цирк имени братьев Никитиных, 1931г., капитальная реконструкция в 1959—1963 гг. ОКН № 6430596000 Памятник архитектуры регионального значения (площадь Кирова) |
| 68-70      |             | Дом Королькова-Воробьёва, 1902—1904 гг. архитектор А. М. Салько, ОКН № 6400509000 Памятник архитектуры регионального значения                                             |
| 80         |             | Главный почтамт, 1914—1916 гг. архитекторы П. П. Кобелев и М. В. Колпаков, ОКН № 6430638000 Памятник архитектуры регионального значения (угол Московской ул., 109)        |